# Оснаброк (Северна Дакота)
Оснаброк (енгл. Osnabrock) град је у америчкој савезној држави Северна Дакота.

## Демографија
По попису из 2010. године број становника је 134, што је 40 (-23,0%) становника мање него 2000. године.
| Група             | 2000.       | 2010.       |
| Белци             | 161 (92,5%) | 129 (96,3%) |
| Афроамериканци    | 0 (0,0%)    | 0 (0,0%)    |
| Азијати           | 0 (0,0%)    | 0 (0,0%)    |
| Хиспаноамериканци | 6 (3,4%)    | 1 (0,7%)    |
| Укупно            | 174         | 134         |